# Vieja regani
Vieja regani és una espècie de peix de la família dels cíclids i de l'ordre dels perciformes.

## Morfologia
Els mascles poden assolir els 30 cm de longitud total.

## Distribució geogràfica
Es troba a l'Amèrica Central: conca del riu Coatzacoalcos.